# Kanton Landstuhl
Der Kanton Landstuhl (franz.: Canton de Landstuhl) war eine von acht Verwaltungseinheiten, in die sich das Arrondissement Zweibrücken (franz.: Arrondissement de Deux-Pont) im Departement Donnersberg (franz.: Département du Mont-Tonnerre) gliederte. Der Kanton war in den Jahren 1798 bis 1814 Teil der Französischen Republik (1798–1804) und des Napoleonischen Kaiserreichs (1804–1814). Hauptort (Chef-lieu) war die heutige Stadt Landstuhl.
Nachdem die Pfalz 1816 zum Königreich Bayern gekommen war, wurden die Kantone zunächst beibehalten und waren Teile der Verwaltungsstruktur bis 1852.
Das Verwaltungsgebiet lag hauptsächlich im heutigen Landkreis Kaiserslautern, zum Teil in den Landkreisen Kusel und Südwestpfalz in Rheinland-Pfalz.

## Gemeinden und Mairien
Nach amtlichen Tabellen aus den Jahren 1798 und 1811 gehörten zum Kanton Landstuhl folgende Gemeinden, die verwaltungsmäßig Mairien zugeteilt waren (Ortsnamen in der damaligen Schreibweise); die Einwohnerzahlen (Spalte „EW 1815“) sind einer Statistik von 1815 entnommen; die Spalte „vor 1792 zugehörig“ nennt die landesherrliche Zugehörigkeit vor 1792.
| Gemeinde                     | Mairie         | EW 1815 | vor 1792 zugehörig   | Anmerkungen                                                     |
| ---------------------------- | -------------- | ------- | -------------------- | --------------------------------------------------------------- |
| Bann                         | Landstuhl      | 415     | Herrschaft Landstuhl |                                                                 |
| Bettenhausen                 | Obermohr       | 158     | Kurpfalz             | seit 1969 Ortsteil von Glan-Münchweiler                         |
| Bruchmühlbach                | Bruchmühlbach  | 180     | Pfalz-Zweibrücken    | seit 1972 Ortsteil von Bruchmühlbach-Miesau                     |
| Cottweiler und Schwanden     | Obermohr       | 288     | Kurpfalz             | heute Kottweiler-Schwanden                                      |
| Gerhardsbrunn                | Gerhardsbrunn  | 189     | Herrschaft Landstuhl |                                                                 |
| Gimsbach                     | Reichenbach    | 152     | Kurpfalz             | seit 1971 Ortsteil von Matzenbach                               |
| Hauptstuhl                   | Bruchmühlbach  | 140     | Herrschaft Landstuhl |                                                                 |
| Hütschenhausen               | Hütschenhausen | 800     | Kurpfalz             |                                                                 |
| Katzenbach                   | Hütschenhausen | 280     | Kurpfalz             | seit 1969 Ortsteil von Hütschenhausen                           |
| Kindsbach                    | Landstuhl      | 275     | Herrschaft Landstuhl |                                                                 |
| Landstuhl                    | Landstuhl      | 950     | Herrschaft Landstuhl |                                                                 |
| Limbach und Fockenberg       | Reichenbach    | 220     | Kurpfalz             | seit 1976 Ortsteil von Reichenbach-Steegen (Fockenberg-Limbach) |
| Linden                       | Queidersbach   | 198     | Herrschaft Landstuhl |                                                                 |
| Mackenbach                   | Ramstein       | 380     | Kurpfalz             |                                                                 |
| Matzenbach                   | Reichenbach    | 155     | Kurpfalz             |                                                                 |
| Miesenbach                   | Ramstein       | 400     | Kurpfalz             | seit 1969 Ortsteil, heute Stadtteil von Ramstein-Miesenbach     |
| Mittelbrunn                  | Gerhardsbrunn  | 180     | Herrschaft Landstuhl |                                                                 |
| Mühlbach                     | Bruchmühlbach  | 140     | Herrschaft Landstuhl | seit 1972 Ortsteil von Bruchmühlbach-Miesau (Bruchmühlbach)     |
| Nanzweiler und Diezweiler    | Obermohr       | 198     | Kurpfalz             | seit 1969 Ortsteil von Nanzdietschweiler (Nanzdiezweiler)       |
| Niedermohr                   | Obermohr       | 317     | Kurpfalz             |                                                                 |
| Oberarnbach                  | Gerhardsbrunn  | 115     | Herrschaft Landstuhl |                                                                 |
| Obermohr                     | Obermohr       | 292     | Kurpfalz             | seit 1969 Ortsteil von Steinwenden                              |
| Obernheim und Kirchenarnbach | Gerhardsbrunn  | 428     | Herrschaft Landstuhl | heute Obernheim-Kirchenarnbach                                  |
| Queidersbach                 | Queidersbach   | 318     | Herrschaft Landstuhl |                                                                 |
| Ramstein                     | Ramstein       | 680     | Kurpfalz             | seit 1969 Ortsteil, heute Stadtteil von Ramstein-Miesenbach     |
| Reichenbach                  | Reichenbach    | 290     | Kurpfalz             | seit 1969 Ortsteil von Reichenbach-Steegen                      |
| Reischbach                   | Obermohr       | 189     | Kurpfalz             | seit 1969 Ortsteil von Niedermohr (Reuschbach)                  |
| Schrollbach                  | Obermohr       | 213     | Kurpfalz             | seit 1969 Ortsteil von Niedermohr                               |
| Schwedelbach                 | Reichenbach    | 350     | Kurpfalz             |                                                                 |
| Spesbach                     | Hütschenhausen | 220     | Kurpfalz             | seit 1969 Ortsteil von Hütschenhausen                           |
| Steegen                      | Reichenbach    | 450     | Kurpfalz             | seit 1969 Ortsteil von Reichenbach-Steegen                      |
| Steinwenden                  | Obermohr       | 323     | Kurpfalz             |                                                                 |
| Vogelbach                    | Bruchmühlbach  | 250     | Pfalz-Zweibrücken    | seit 1972 Ortsteil von Bruchmühlbach-Miesau                     |
| Weltersbach                  | Obermohr       | 184     | Kurpfalz             | seit 1969 Ortsteil von Steinwenden                              |

Anmerkungen:
1. 1 2  Laut Statistischem Jahrbuch für das Departement von Donnersberg aus dem Jahr 1811 bildeten Niedermohr und Bettenhausen zu der Zeit eine Gemeinde (Statistisches Jahrbuch 1811)

## Geschichte
Vor der Besetzung des Linken Rheinufers im Ersten Koalitionskrieg (1794) gehörten die Ortschaften im 1798 eingerichteten Verwaltungsbezirk des Kantons Landstuhl größtenteils zur Herrschaft Landstuhl, die den Herren von Sickingen gehörte und zum Kurfürstentum Pfalz (Teile der Oberämter Lautern und Lauterecken), zwei Dörfer gehörten zum Herzogtum Pfalz-Zweibrücken (Oberamt Homburg).
Von der französischen Direktorialregierung wurde 1798 die Verwaltung des Linken Rheinufers nach französischem Vorbild reorganisiert und damit u. a. eine Einteilung in Kantone übernommen. Die Kantone waren zugleich Friedensgerichtsbezirke. Der Kanton Landstuhl gehörte zum Arrondissement Zweibrücken im Departement Donnersberg. Der Kanton war in acht Mairies und 34 Gemeinden eingeteilt. Um das Jahr 1801 lebten im Kanton 7.798 Einwohner, davon 4.195 Katholiken, 3.588 Protestanten und 15 Mennoniten.
Nachdem im Januar 1814 die Alliierten das Linke Rheinufer wieder in Besitz gebracht hatten, wurde im Februar 1814 das Departement Donnersberg und damit auch der Kanton Landstuhl Teil des provisorischen Generalgouvernements Mittelrhein. Nach dem Pariser Frieden vom Mai 1814 wurde dieses Generalgouvernement im Juni 1814 aufgeteilt, das Departement Donnersberg wurde der neu gebildeten Gemeinschaftlichen Landes-Administrations-Kommission zugeordnet, die unter der Verwaltung von Österreich und Bayern stand.

## Bayerischer Kanton Landstuhl
Aufgrund der auf dem Wiener Kongress getroffenen Vereinbarungen kam das Gebiet im Juni 1815 zu Österreich. Die gemeinschaftliche österreichisch-bayerische Verwaltung wurde vorerst beibehalten.
Am 14. April 1816 wurde zwischen Österreich und Bayern ein Staatsvertrag geschlossen, in dem ein Austausch verschiedener Staatsgebiete vereinbart wurde. Hierbei wurden die linksrheinischen österreichischen Gebiete zum 1. Mai 1816 an das Königreich Bayern abgetreten.
Der bayerische Kanton Landstuhl gehörte im neu geschaffenen Rheinkreis zu dem aus dem vorherigen Arrondissement gebildeten Bezirk Zweibrücken. Im Jahr 1817 wechselte die Gemeinde Schwedelbach vom Kanton Landstuhl zum Kanton Kaiserslautern.
Nach der Untergliederung der Bezirke in Landkommissariate (1818) gehörte der Kanton Landstuhl zum Landkommissariat Homburg, dem auch die Kantone Homburg und Waldmohr angehörten. In einer 1837 erstellten Statistik zählte der Kanton Landstuhl 32 Gemeinden mit einer Bevölkerung von 16.470 Einwohnern, davon 9.401 Katholiken, 7.035 Protestanten, 5 Juden und 29 Mennoniten. 1852 wurde der Kanton Landstuhl, so wie alle Kantone in der Pfalz, in eine Distriktsgemeinde umgewandelt.
Zum bayerischen Kanton Landstuhl gehörten nach 1817 insgesamt 33 Gemeinden (damalige Schreibweise):
| - Bann - Bettenhausen - Bruchmühlbach - Fokenberg und Limbach - Gerhardsbrunn - Gimbsbach - Hauptstuhl - Hütschenhausen - Katzenbach - Kindsbach - Kirchenarnbach und Obernheim | - Kottweiler und Schwanden - Landstuhl - Linden - Mackenbach - Matzenbach - Miesenbach - Mittelbrunn - Mühlbach - Nanzweiler und Dietzweiler - Nieder-Mohr - Ober-Arnbach | - Ober-Mohr - Queidersbach - Ramstein - Reichenbach - Reischbach - Schrollbach - Spesbach - Steegen - Steinwenden - Vogelbach - Weltersbach |